# Матилда Булонска
Матилда Булонска (* ок. 1105, Булон сюр Мер, Франция; † 3 май 1152, Великобритания) e графиня на Булон (1125 – ок. 1151) и кралица на Англия (1135 – 1152).

## Живот

### Произход
Дъщеря е на граф Йосташ III (1066 – ок. 1125).

### Графиня на Булон
През 1125 г. наследява от баща си графство Булон на брега на Ла Манша, както и обширни владения в Англия и ги управлява съвместно със съпруга си Стивън, известен още като Етиен дьо Блоа до 1151 г., когато ги прехвърлят на техния син Йосташ IV. Бракът ѝ с Етиен дьо Блоа е сключен през 1119 г., макар че е бил уговорен още през 1110 г.

### Кралица на Англия
През 1135 г. Етиен узурпира трона на братовчедка си Мод след смъртта на крал Хенри I. Така на 22 март 1136 г. Матилда става кралица на Англия. В последвалата гражданска война тя застава твърдо зад съпруга си.
Когато през 1137 г. Етиен воюва в Нормандия, тя поема управлението и се справя с размириците вътре в страната като с помощта на флота на Булонското графство успява да превземе Дувър и да потуши метежите в Кент. На следващата година в Англия нахлува армията на нейния чичо шотландския крал Дейвид I и тя става посредник в преговорите между двете страни, постигайки подписването на мирен договор.
През 1140 г. Матилда заминава за Франция да търси военна подкрепа от крал Луи VII и едновременно с това да уреди годежа на 4-годишния си син Йосташ с по-малката сестра на френския крал. Докато Матилда отсъства от Англия, Етиен търпи поражение в битката при Линкълн през февруари 1141 г. и е пленен. Матилда се завръща в Англия и оглавява поддръжниците му, подпомогната от един от най-верните си съмишленици Уилям д`Ипр. Тъй като се ползвала с голяма популярност сред обикновения народ особено в Лондон, където живяла с Етиен още преди възцаряването им, тя успява да събере голяма армия. За да набере средства за воденето на военната кампания, Матилда залага някои от именията си и щедро раздава земи и длъжности, с което привлича на своя страна голям брой от поддръжниците на Мод, в това число Жофруа дьо Мандевил, един от най-влиятелните английски аристократи за времето си. Освен това в личен разговор успява да убеди и папския легат да се застъпи за Етиен, с което си спечелва подкрепата и на по-голямата част от висшето английско духовенство. Укрепвайки така позициите си, Матилда преминава в настъпление и на 14 септември 1141 г. в битката при Уинчестър разгромява армията на Мод и пленява нейния брат Робърт Глостър. След това се осъществява размяна на пленниците – на 1 ноември 1141 г. Етиен е освободен срещу освобождаването на Робърт Глостър и веднага си възвръща трона.
В следващите години Матилда не участва толкова активно в политиката вероятно поради влошаване на здравословното ѝ състояние. Занимава се предимно с благотворителност и строежи на манастири. Умира от треска на 3 май 1151 г. и е погребана в издигнатото от нея абатство Фейвършейм в Кент.

## Деца
От брака си с Етиен дьо Блоа има 5 деца:
- Бодуен и Маго, които умират млади
- Йосташ IV, женен за Констанция, дъщеря на крал Луи VI (Франция)
- Уилям дьо Блоа
- Мария Булонска (1136 – 1182)